# Wild Rose (pel·lícula)
Wild Rose és una pel·lícula dramàtica musical britànica de 2018 dirigida per Tom Harper i protagonitzada per Jessie Buckley, Julie Walters, Sophie Okonedo i Jamie Sives. El guió va ser escrit per Nicole Taylor. S'ha doblat al català.
La pel·lícula va rebre crítiques positives, i Buckley fou nominada al BAFTA a la millor actriu per la seva actuació.

## Sinopsi
Rose-Lynne Harlan, aspirant a cantant country i mare soltera de dos fills de Glasgow, és alliberada després de passar un any a la presó per intent de tràfic de droga després de llançar un paquet d'heroïna a la paret a la presó HM Cornton Vale tot i afirmar que no sabia què hi havia al paquet. S'assabenta que ha perdut el seu treball a la banda del Grand Ole Opry de Glasgow, ja que el gerent es nega a contractar un criminal condemnat. La mare de Rose-Lynn, Marion, que ha estat cuidant els nens petits de Rose-Lynn, l'anima a deixar el seu somni musical per centrar-se en feines més pràctiques i tenir cura de la seva família.
Rose-Lynn treballa netejant a la gran casa de Susannah. Els nens de Susannah escolten Rose-Lynn cantant mentre neteja i informen la seva mare, que també és una fan de la música country. Rose-Lynn demana diners a Susannah per viatjar a Nashville i intentar triomfar com a música, però Susannah declina. Tanmateix, entra en contacte amb el presentador de la ràdio de la BBC, Bob Harris, i li envia una gravació del cant de Rose-Lynn; li ofereix reunir-se amb ella si va a Londres. Rose-Lynn es presenta davant un jutge per demanar-li que aixequi el toc de queda de prova de les 7 de la tarda a les 7 de la matinada perquè pugui viatjar, i ell accepta. Viatja amb tren a Londres i participa en una actuació en directe de la visitant Ashley McBryde. Harris l'anima a seguir actuant i a escriure les seves pròpies cançons.
Susannah ofereix a Rose-Lynn un concert en la seva propera festa a la casa, on té intenció de demanar als seus hostes que contribueixin al fons de Nashville de Rose-Lynn en lloc de regals. Rose-Lynn demana a Marion que curi els nens la setmana anterior a la festa per poder assajar, però Marion declina cancel·lar els seus plans de vacances, de manera que es veu obligada a traslladar els seus fills a diversos amics que accepten veure'ls. El dia abans de l'actuació, el marit de Susannah es queda sol amb Rose-Lynn i li diu que coneix la seva condemna criminal i que deixarà de treballar per a elles després de la seva actuació.
El fill de Rose-Lynn es trenca el braç mentre jugava desatès a casa, i els metges de l'hospital diuen que no poden anar-hi fins després de l'actuació prevista de Rose-Lynn. Marion arriba per ajudar i Rose-Lynn li prega que es quedi i vigili el seu fill perquè pugui arribar a la festa; Marion està d'acord però la critica fermament per haver deixat de banda la seva família. Rose-Lynn corre a la festa per actuar però, un cop a l'escenari, confessa a Susannah la seva culpabilitat pel seu comportament criminal, el fet de no poder atendre els seus fills, i la seva creença que la seva condemna i tenir fills a una edat primerenca són barreres permanents per al seu somni musical, i després deixa la festa.
Després Rose-Lynn aconsegueix feina de cambrera i es dedica als seus fills. Temps després, Marion, en veure que Rose-Lynn ha acceptat les seves responsabilitats, li dona una gran quantitat de diners que ha estalviat, suficient per a viatjar a Nashville. Rose-Lynn intenta rebutjar els diners, però Marion expressa el seu pesar per haver incomplert els seus objectius a causa de tenir fills. Rose-Lynn viatja a Nashville i descobreix el difícil que és trobar concerts i fer-se notar. Es cola a l'escenari de l'Auditori Ryman durant una gira entre bastidors i canta una cançó improvisada a l'edifici buit. Un guàrdia de seguretat se li acosta després i li ofereix presentar-li a un productor discogràfic, però Rose-Lynn decideix tornar a Glasgow, en adonar-se que el seu futur rau a la seva ciutat natal.
Un any més tard, Rose-Lynn interpreta una cançó original a Celtic Connections titulada Glasgow (No Place Like Home) i rep forts aplaudiments.

## Repartiment
- Jessie Buckley com Rose-Kynne Harlan.
- Julie Walters com Marion.
- Sophie Okonedo com Susannah.
- Jamie Sives com Sam.
- Craig Parkinson com Alan.
- James Harkness com Elliot.
- Janey Godley com Barmaid.
- Daisy Littlefeld com Wynonna.
- Adam Mitchell com Lyle.
- Ryan Kerr com Rory.
- Nicole Kerr com Nell.

## Llançament
La pel·lícula es va estrenar en el Festival Internacional de Cinema de Toronto el 8 de setembre de 2018 es va projectar al BFI Festival de Cinema de Londres el 15 d'octubre de 2018 i al South by Southwest el març de 2019. Va ser llançada al Regne Unit el 12 d'abril de 2019, per Entertainment One i als Estats Units el 21 juny 2019 per NEON.

## Banda sonora
La banda sonora inclou tant cançons originals escrites exclusivament per a la pel·lícula com versions de cançons d'artistes consolidats country com Emmylou Harris, Wynonna Judd, Chris Stapleton, Hank Snow, artistes folk com John Prine i Patty Griffin així com la banda d'indie rock Primal Scream. Totes les cançons són interpretades per la cantant Jessie Buckley a excepció de les pistes 17, 18 i 19 (interpretades per The Bluegrass Smugglers) i la pista 20 (interpretada per Hillary Klug). L'àlbum ocupa el número 76 de la llista d'àlbums britànica i el número 1 de la llista d'àlbums country del Regne Unit.
| 1.  | «Country Girl (»                                     | Primal Scream   | 4:48 |
| 2.  | «Outlaw State of Mind»                               | Chris Stapleton | 3:16 |
| 3.  | «Born to Run»                                        | Emmylou Harris  | 3:14 |
| 4.  | «Peace in This House»                                | Wynonna Judd    | 4:41 |
| 5.  | «I'm Moving On»                                      | Hank Snow       | 2:16 |
| 6.  | «Crying Over»                                        | Patty Griffin   |      |
| 7.  | «Angel from Montgomery»                              | John Prine      | 4:05 |
| 8.  | «Cigarette Row (5 O'Clock Freedom)»                  | N/A             | 3:02 |
| 9.  | «Alright to Be All Wrong (The Dreamer's Song)»       | N/A             | 3:04 |
| 10. | «When I Reach the Place I'm Goin'»                   | Wynonna Judd    | 3:21 |
| 11. | «Glasgow (No Place Like Home)»                       |                 |      |
| 12. | «Goin' Back to Harlan»                               | Emmylou Harris  | 4:29 |
| 13. | «Covered in Regret (Blue, Black and Red)»            | N/A             | 4:12 |
| 14. | «Robbing the Bank of Life (Stealing the Night)»      | N/A             | 2:21 |
| 15. | «That's the View from Here (Famous Folks Are Weird)» | N/A             | 5:08 |
| 16. | «Boulder to Birmingham»                              | Emmylou Harris  | 4:38 |
| 17. | «Euston Hustle»                                      | N/A             | 1:16 |
| 18. | «The Red Kitchen»                                    | N/A             | 0:56 |
| 19. | «The Beach»                                          | N/A             | 2:21 |
| 20. | «Le Petit Chat Gris»                                 | N/A             | 1:20 |
| 21. | «Glasgow (No Place Like Home)»                       | N/A             | 4:13 |

## Recepció
Wild Rose va rebre crítiques positives de la crítica cinematogràfica. Té l'aprovació del 94% de 161 crítiques de Rotten Tomatoes, amb una mitjana ponderada de 7,78/10. El consens del lloc diu: "No falten històries d'Ha nascut una estrella, però "Wild Rose" demostra que encara poden ser completament entretingudes i marca el seu propi moment transcendent per la protagonista Jessie Buckley". Metacritic informa una puntuació de 80/100, basada en 32 crítiques, que indica "Crítiques generalment favorables".

## Nominacions i premis
| Any  | Premi                               | Categoria                                    | Treball nominat                               | Resultat  |
| ---- | ----------------------------------- | -------------------------------------------- | --------------------------------------------- | --------- |
| 2020 | Premis BAFTA                        | Millor actriu                                | Jessie Buckley                                | Nominat   |
| 2020 | Critics' Choice Awards              | Millor cançó original                        | Glasgow (No Place Like Home)                  | Guanyador |
| 2020 | British Academy Scotland Awards     | Millor pel·lícula                            | Wild Rose                                     | Guanyador |
| 2020 | British Academy Scotland Awards     | Millor actriu - Cinema                       | Jessie Buckley                                | Guanyador |
| 2020 | British Independent Film Awards     | Millor pel·lícula independent britànica      | Wild Rose                                     | Nominat   |
| 2020 | British Independent Film Awards     | Millor actriu                                | Jessie Buckley                                | Nominat   |
| 2020 | British Independent Film Awards     | Millor actriu secundària                     | Julie Walters                                 | Nominat   |
| 2020 | British Independent Film Awards     | Millor música                                | Jack Arnold                                   | Guanyador |
| 2020 | British Independent Film Awards     | Millor guió                                  | Nicole Taylor                                 | Nominat   |
| 2020 | British Independent Film Awards     | Millor guionista debutant                    | Nicole Taylor                                 | Nominat   |
| 2020 | British Independent Film Awards     | Millor càsting                               | Kahleen Crawford                              | Nominat   |
| 2020 | British Independent Film Awards     | Millor disseny de vestuari                   | Anna Robbins                                  | Nominat   |
| 2020 | British Independent Film Awards     | Millor maquillatge i perruqueria             | Jody Williams                                 | Nominat   |
| 2020 | British Independent Film Awards     | Millor so                                    | Lee Walpole, Colin Nicolson & Stuart Hilliker | Nominat   |
| 2020 | National Board of Review            | Top Ten Independent Films                    | Wild Rose                                     | Guanyador |
| 2020 | Gold Derby Awards                   | Millor cançó original                        | Glasgow (No Place Like Home)                  | Nominat   |
| 2020 | Hollywood Critics Association       | Millor cançó original                        | Glasgow (No Place Like Home)                  | Guanyador |
| 2020 | Hollywood Critics Association       | Actuació destacada - Actrriu                 | Jessie Buckley                                | Guanyador |
| 2020 | London Critics Circle Film Awards   | Pel·lícula britànica/irlandesa de l'any      | Wild Rose                                     | Nominat   |
| 2020 | London Critics Circle Film Awards   | Actriu britànica/irlandesa de l'any          | Jessie Buckley                                | Nominat   |
| 2020 | London Critics Circle Film Awards   | Cineasta destacat britànic/irlandès de l'any | Nicole Taylor                                 | Nominat   |
| 2020 | Houston Film Critics Society Awards | Millor cançó original                        | Glasgow (No Place Like Home)                  | Guanyador |